# Kamogawa Sea World
Koordinaten: 35° 6′ 56,7″ N, 140° 7′ 14,1″ O

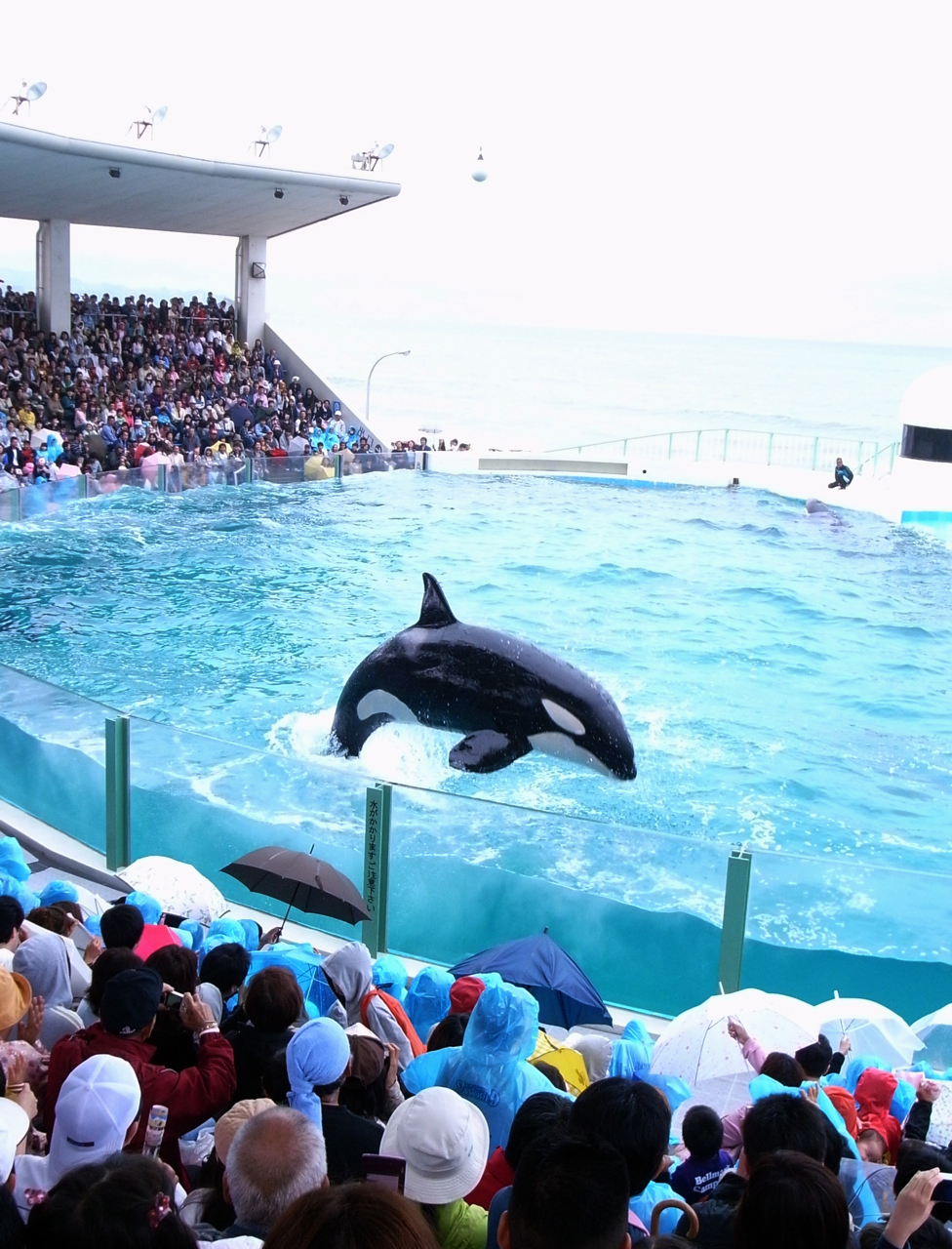
Schwertwal-Vorführung

Kamogawa Sea World (jap. 鴨川シーワールド, Kamogawa shīwārudo) ist ein Meeres-Themenpark, der sich in der Stadt Kamogawa auf der Bōsō-Halbinsel in der Präfektur Chiba auf der japanischen Hauptinsel Honshū direkt an der Küste des Pazifischen Ozeans befindet. Er ist Mitglied der Japanese Association of Zoos and Aquariums (JAZA).
Kamogawa Sea World hat keinerlei Verbindung zum US-amerikanischen Freizeit- und Themenpark-Betreiber SeaWorld Parks & Entertainment, sondern wird von Granvista Hotels & Resorts Co., Ltd. betrieben.

## Geschichte
Kamogawa Sea World wurde am 1. Oktober 1970 eröffnet und versteht sich als Einrichtung, die den Menschen das Meeresleben von Zahnwalen und anderen aquatischen Tieren darlegen will. Dazu werden täglich showartige Vorführungen mit den Tieren durchgeführt. Eine geplante Feier zum 50-jährigen Jubiläum konnte im Jahr 2020 aufgrund der zu diesem Zeitpunkt herrschenden Coronavirus-Pandemie nicht stattfinden und der Meeres-Themenpark musste für einige Monate schließen. Die Zeit wurde jedoch genutzt, um mit den Tieren und ihren Trainern in Ruhe neue Showelemente einzuüben.

## Anlagenkonzept und Tierbestand
Kamogawa Sea World ist in mehrere Bereiche unterteilt, die jeweils einem bestimmten aquatischen Thema oder einer Tierart gewidmet sind. 
Hauptanziehungspunkte für die Besucher sind drei halbkreisförmige Meerwasserstadien, in denen mehrmals täglich Shows mit Schwertwalen (Orcinus orca), Großen Tümmlern (Tursiops truncatus), Weißstreifendelfinen (Lagenorhynchus obliquidens) und Kalifornischen Seelöwen (Zalophus californianus) geboten werden. Sehr attraktiv ist ebenfalls ein Unterwassertheater mit Weißwalen (Delphinapterus leucas). Zu den weiteren Ausstellungsschwerpunkten zählen ein nachgebautes Korallenriff, Schaubecken mit Haien oder Quallen, die Fauna einer tropischen und einer felsigen Meeresinsel sowie ein Meeresschildkrötenstrand. Walrosse und Seehunde bewohnen einen weiteren Bereich. Hier wurden Robben, die aus dem nach dem Tōhoku-Erdbeben vom 11. März 2011 und der dadurch ausgelösten Tsunamiflutwelle stark beschädigten Aquamarine Fukushima stammten, zeitweise aufgenommen. Pinguine, Papageitaucher und Pelikane vertreten die an Meeresküsten lebenden Vogelarten. Auf dem Gelände befinden sich außerdem Restaurants, Andenkenläden sowie ein Informationscenter.

## Galerie

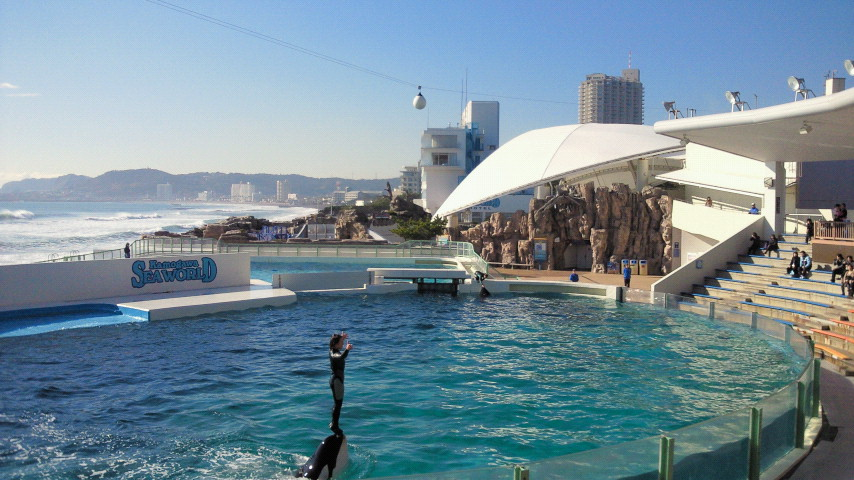
Schwertwal-Stadion
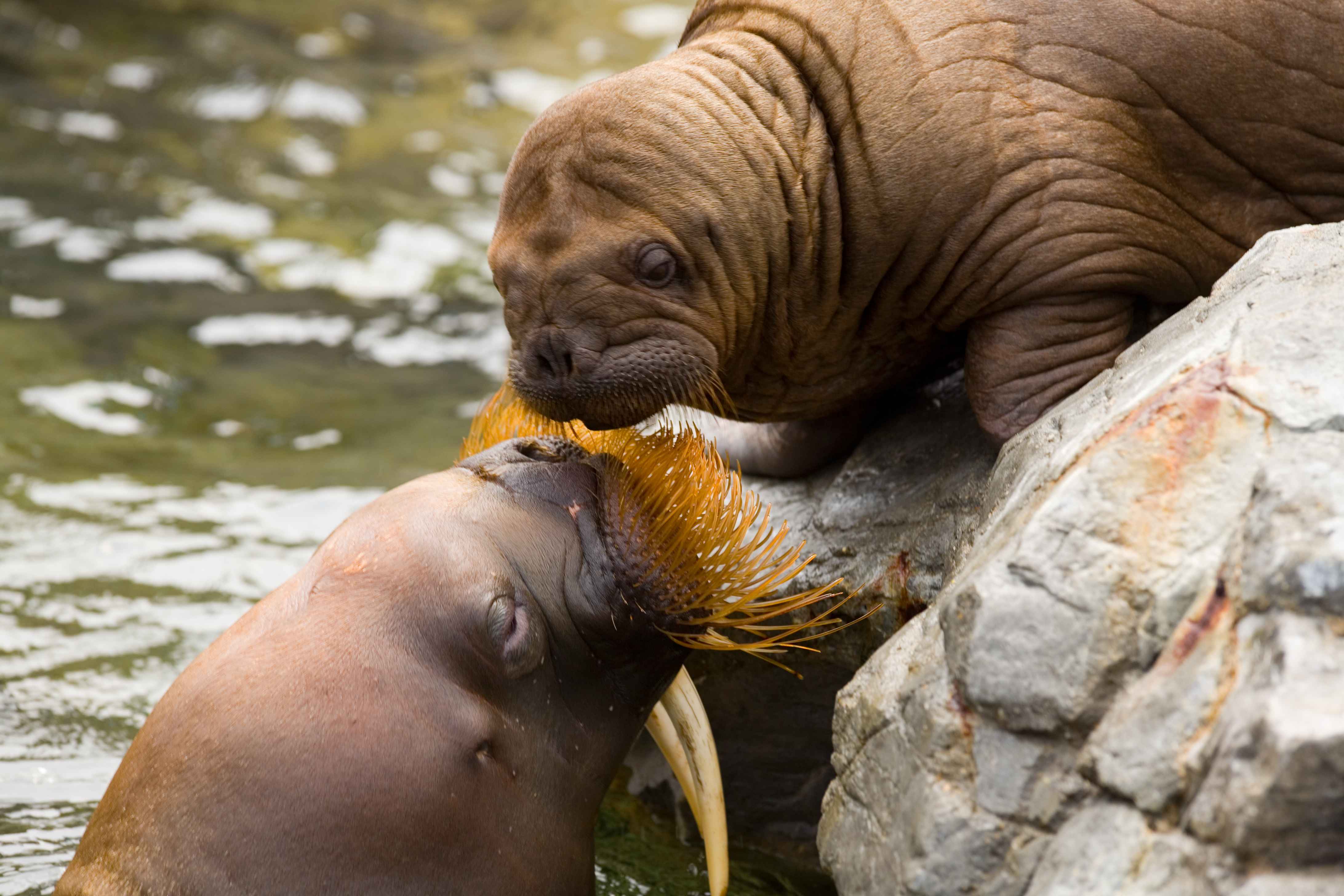
Walrosse
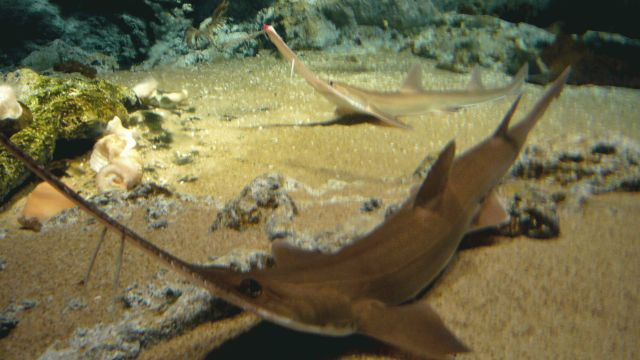
Japanische Sägehaie